# Żeniów
Żeniów (dawniej alternatywnie Zeniów; ukr. Женів) – wieś na Ukrainie w rejonie lwowskim (wcześniej w rejonie złoczowskim) obwodu lwowskiego.

## Historia
W 1921 wieś liczyła 100 zagród i 476 mieszkańców, w tym 196 Ukraińców, 279 Polaków i jedną osobę innej narodowości. W 1931 zagród było 110 a mieszkańców 523.
W czasie okupacji niemieckiej mieszkające tutaj polskie małżeństwo, Stefan i Natalia Procherowie, ukrywało dwoje Żydów, Abrahama Szlumpera i jego siostrę, za co w 1977 roku Instytut Jad Waszem uhonorował je tytułami Sprawiedliwych wśród Narodów Świata.
W 1944 nacjonaliści ukraińscy zamordowali 11 osób narodowości polskiej.